# Myceense beschaving
De Myceense beschaving of Helladische beschaving was een belangrijke cultuur in het oude Griekenland, die als opvolger van de Minoïsche beschaving bestond in de late bronstijd, van omstreeks 1600 tot 1100 v.Chr., de zogenaamde Helladische periode. De Myceners werden ook Achaeërs genoemd.
Deze belangrijke pre-Helleense beschaving werd genoemd naar de Griekse plaats Mycene, waar imposante overblijfselen van paleizen en resten van andere bouwwerken uit deze beschaving gevonden zijn. Mycene was in de 14e en 13e eeuw v.Chr. het centrum van deze cultuur, die zich over de Peloponnesos en het zuidelijke deel van het Griekse vasteland uitstrekte. Dat wil echter niet zeggen dat dit gebied staatkundig ook een eenheid vormde.
Voor de ontdekking en de studie van de Myceense cultuur hebben twee amateurs zich bijzonder verdienstelijk gemaakt: de Duitser Heinrich Schliemann, die in de periode tussen 1874 en 1876 met de opgravingen begon en de Engelsman Michael Ventris, die in 1952 het zogenaamde Lineair B-schrift ontcijferde en aantoonde dat het een vroeg stadium van de Griekse taal, van het Oudgrieks, vertegenwoordigde.
De ontcijfering van het Lineair B heeft niet alleen aangetoond dat de dragers van de Myceense cultuur Grieken waren, maar ook dat hun godsdienst niet zo identiek was met de Minoïsche als men voordien steeds had aangenomen. Veel van de bekende Griekse goden werden blijkbaar al door de Myceners vereerd, wat suggereert dat de Griekse mythen en sagen grotendeels uit de Myceense cultuur stammen, wat Schliemann altijd al dacht. Zonder enige twijfel is het deze cultuur die in de Homerische epen wordt weerspiegeld.
De Myceners waren omstreeks 1400 v Chr. sterk genoeg georganiseerd om de oversteek naar Kreta te maken, waardoor zij een einde maakten aan de Kretenzische heerschappij in het oosten van de Middellandse Zee. De Myceners zelf onderhielden uitgebreide handelsbetrekkingen, zowel met het Midden-Oosten, als met Zuid-Italië en Sicilië. De Griekse kolonieën Zuid-Italië en Sicilië samen werden Magna Graecia genoemd. Er kwam tussen 1200 en 1100 v.Chr. vrij abrupt een einde aan de Myceense cultuur, waarschijnlijk door de inval van de Doriërs, maar deze gebeurtenis kan niet los van vergelijkbare onrust en ondergang in de rest van de Middellandse Zee worden gezien. Men spreekt wel van de brandcatastrofe. De Doriërs beschikten in tegenstelling tot de Myceners over ijzeren wapens, waardoor zij bij het oorlog voeren een voordeel hadden.
De materiële cultuur in het oude Griekenland viel na het verdwijnen van de Myceense beschaving nagenoeg stil en het land kwam, evenals veel andere gebieden rond de Middellandse Zee, tussen 1100 en 800 v.Chr., in de 'duistere eeuwen', een soort 'middeleeuwen', terecht.
De Myceense beschaving, die plaatsvond in Griekenland, duurde van 1600 v.Chr. tot 1100 v.Chr. en heeft in dit halve millennium een enorm erfgoed opgebouwd. De Myceners heersten rond 1400 v.Chr., mede dankzij contacten met Kreta, over een groot deel van de Middellandse Zee.

## Maatschappij
De Myceense beschaving was erg welvarend. De Myceners waren een krijgsvolk en vestigden zich op vaste plaatsen, dreven handel met verschillende steden en landen en plunderden ook voor de kost. Verder bedreven ze ook landbouw.

## Kunst

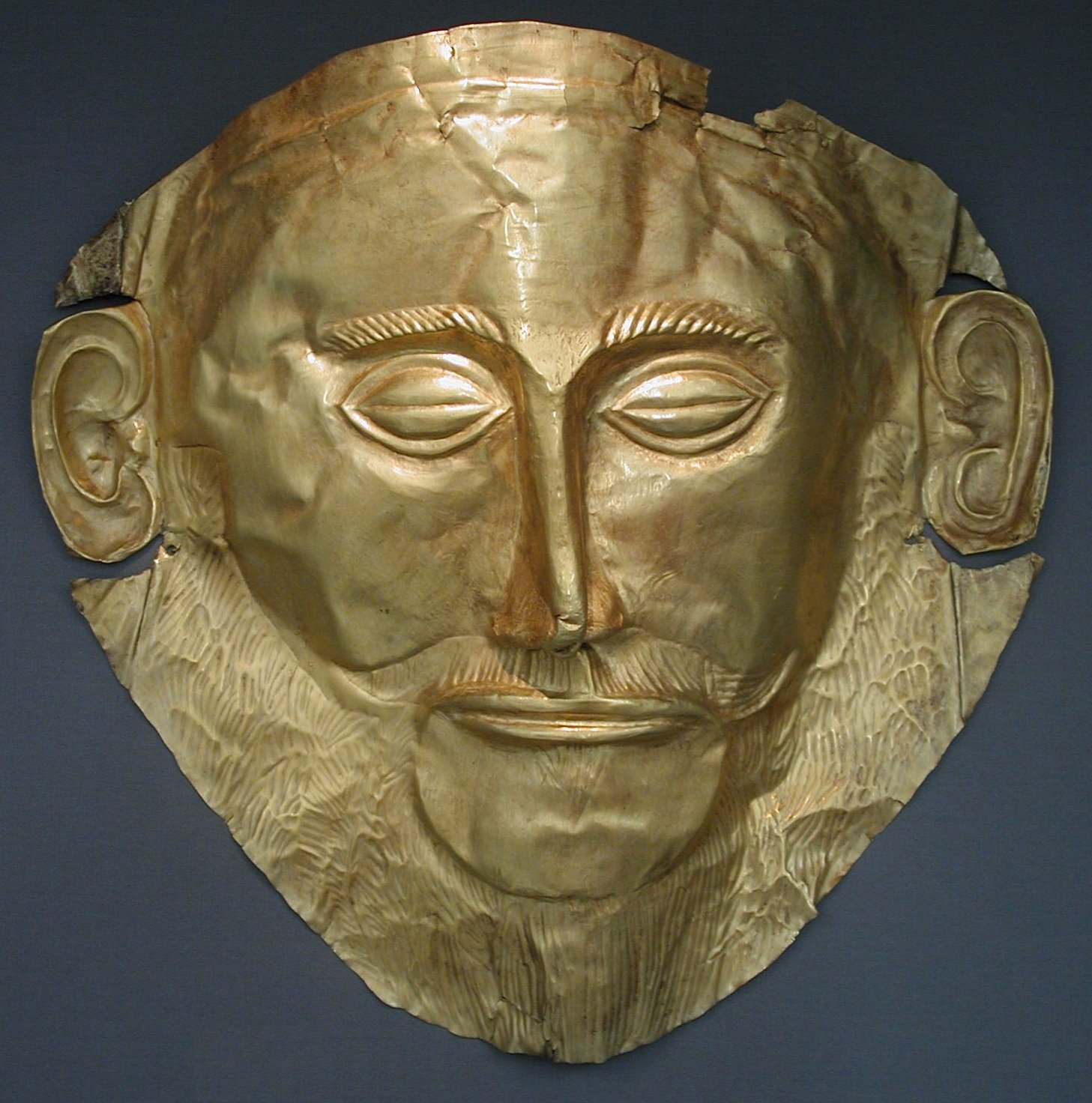
Het dodenmasker van Agamemnon

De Myceense kunst werd sterk door de Minoïsche beïnvloed. Het gouden masker van Agamemnon is een bekend kunstvoorwerp uit de Myceense periode. De Myceense kunst werd echter in tegenstelling tot de Minoïsche gekenmerkt door oorlogstaferelen. De wapens van de Myceners waren vaak versierd met jacht- en oorlogstaferelen.

## Architectuur

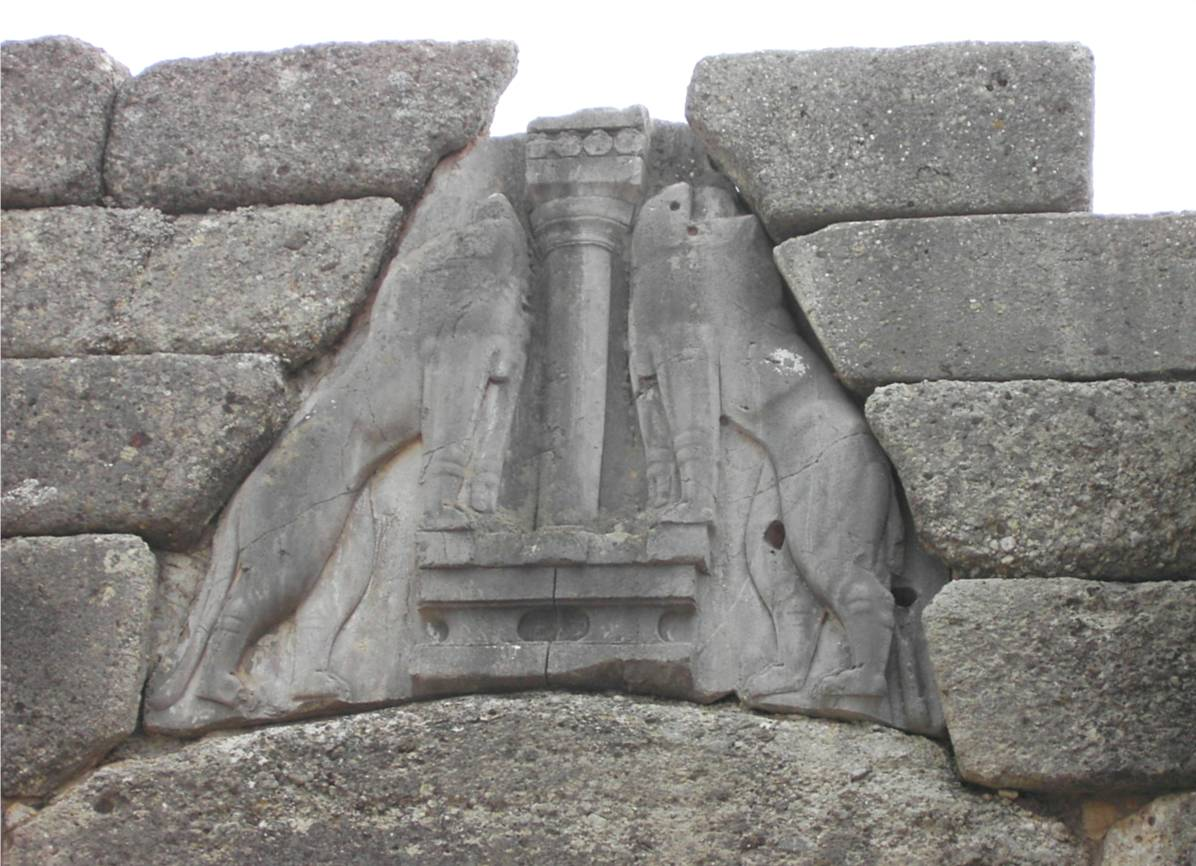
Voorbeeld van Myceense architectuur: de Leeuwenpoort, eigenlijk Leeuwinnenpoort, te Mycene.

De Myceners bouwden, omdat ze zich na hun invasie in Griekenland blijvend vestigden, nederzettingen. Ze bouwden, omdat de rijkdom van de steden groot was en omdat de Myceners in een roerige tijd leefden, burchten en beschermden hun steden met meterdikke, 'cyclopische' muren. De beroemdste Myceense burchten zijn die van Mycene en Tiryns. 

De rijkdom van de steden, en dan vooral de rijkdom van de koningen van die steden, kwam tot uiting in de paleizenbouw. Het mooiste en kenmerkendste paleis is het paleis van Nestor in Pylos, maar ook in Mycene en Tiryns staan nog ruïnes van belangrijke Myceense paleizen. Een kenmerkend onderdeel van het Myceense paleis, is het megaron, de troonzaal van de koning. De stenen huizen van de Myceners waren vaak versierd met fresco’s, evenals de paleizen. 

De Myceners gaven, omdat veel respect voor hun hadden, hun doden een eerbiedige begrafenis. Ze begroeven hun doden eerst in meterdiepe schachtgraven in de grond en later ontstonden er kamergraven, uitgehouwen in rotsen. De rijke Myceners werden begraven in koepelgraven, de zogenaamde tholosgraven. De beroemdste koepelgraven zijn de schatkamer van Atreus en het graf van Clytaemnestra. Beide bevinden zich in Mycene. 

De Minoïsche beschaving heeft een zekere invloed gehad op de Myceense beschaving, doordat de Myceners, zelf aanvankelijk minder kundig, de onderworpen Minoïers opdrachten gaven om voor hen te bouwen en kunstvoorwerpen te ontwerpen en te realiseren. De Myceense beschaving werd aan het eind van het tweede millennium voor Christus door de Doriërs verwoest. De Myceense nalatenschap op militair bouwkundig gebied was erg groot. Ondanks dat een groot deel van de Myceense architectuur werd vernietigd, is er nog veel van overgebleven. Mede dankzij Heinrich Schliemann is nog veel over het Myceense erfgoed overgebleven en ons bekend, zoals de Leeuwenpoort van Mycene.